# 마이크로소프트 셰어포인트 워크스페이스
마이크로소프트 셰어포인트 워크스페이스(Microsoft SharePoint Workspace, 옛 이름: 마이크로소프트 그루브(Microsoft Groove))는 오프라인이거나 같은 네트워크를 공유하지 않아도 문서 합작품을 만들 수 있는 소프트웨어다.

## 그루브 워크스페이스
그루브는 워크스페이스 개념을 적극적으로 사용한다. 워크스페이스 안에서, 참여자들은 파일들을 자유롭게 공유하며 그룹 프로젝트를 진행할 수 있다.
그루브 참여자는 워크스페이스를 만들고, 문서를 추가하고, 다른 사람들을 워크스페이스에 부를 수 있다. 초대를 수락하면 워크스페이스의 멤버가 된다.
참여자는 각자 워크스페이스 전체를 독자적으로 저장해서, 그 내용을 자기 마음대로 수정할 수 있다. 그루브는 그 모든 '개인적 워크스페이스'를 하나로 관리한다. 어느 개인이 워크스페이스를 변경하면 그루브는 이를 모아 네트워크를 통해 동기화시킨다.
참여자가 오프라인 상태일 경우, 그루브 서버 또는 자체적으로(P2P) 워크스페이스에서 변경된 부분이 저장된다. 변경 사항은 참여자가 접속했을 때 자동으로 갱신된다.
여러 참여자가 한 문서를 동시에 수정한 경우, 충돌된 부분은 각자 저장된다. 추후 관리자가 그 중 하나를 선택해서 최종본으로 갱신하도록 되어 있다.
그루브에서 저장되는 데이터는 192비트 AES로 암호화된다. 각 워크스페이스는 다른 암호키를 가지고 있기 때문에, 네트워크 상에서도 자유롭게 노출할 수 있다.

## 협동 도구
그루브는 실시간 보안, 상설 채팅 솔루션, 저장 전달 메시지, 방화벽-NAT 기술, ad-hoc 그룹 네트워크, 변경 알림 등의 서비스를 기본적으로 제공한다. 이 서비스들은 도구를 이용해서 변경 가능하다.
그루브의 협동 도구는 기본적으로 워크스페이스의 동기화나 편집 충돌 문제에 대한 간단한 프로그램이다. 그루브는 달력, 토론, 파일 공유, 아웃라이너, 사진, 메모장, 그림, 웹 브라우저 등 다양한 도구를 제공한다. 그루브 2007에서는 셰어포인트에 대한 지원이 추가되었다.

## 버전
그루브 가상 오피스 3.1은 마이크로소프트가 그루브 네트워크를 합병하기 전 마지막 버전이다. 다음 버전은 그루브 2007으로, 마이크로소프트 오피스 2007 얼티밋 버전과 엔터프라이즈 버전에 포함되어 있다. 그루브 2007은 후에 셰어포인트 워크스페이스 2010으로 이름을 바꿔서 오피스 2010에 통합되었다. 마이크로소프트는 이 버전은 이름만 바뀔 뿐 큰 차이는 없을 것이라고 발표했다.

## 같이 보기
- 오피스 제품군 비교
- 협업 소프트웨어
- 오피스 제품군